# ال‌دورادو (فیلم ۱۹۲۱)
«ال‌دورادو» (انگلیسی: El Dorado (1921 film)) یک فیلم به کارگردانی مارسل لربیه است که در سال ۱۹۲۱ منتشر شد. از بازیگران آن می‌توان به فیلیپ اریا اشاره کرد.